# Arenaria pamphylica
Arenaria pamphylica är en nejlikväxtart. Arenaria pamphylica ingår i släktet narvar, och familjen nejlikväxter.

## Underarter
Arten delas in i följande underarter:
- A. p. alpestris
- A. p. kyrenica
- A. p. pamphylica